# Partido de Kampuchea Democrática
El Partido de Kampuchea Democrática (en camboyano: គណបក្សកម្ពុជាប្រជាធិបតេយ្យ; PKD) fue un partido político de Camboya, fundado como continuación del Partido Comunista de Kampuchea (PCK) en diciembre de 1981. En 1985, luego de la salida de Pol Pot y con la entrada de Khieu Samphan, el partido afirmó públicamente que su nueva ideología era el socialismo democrático, habiendo renunciado notablemente al marxismo-leninismo.

## Historia
Según el propio partido, la disolución del PCK y la formación del PKD fueron motivadas por la necesidad de una unidad más amplia contra Vietnam, una unidad que una tendencia comunista explícita obstaculizaría. El Ejército Nacional de Kampuchea Democrática era el brazo armado del partido, mientras que el Frente Patriótico y Democrático de la Gran Unión Nacional de Kampuchea era una organización de masas controlada por él.
El secretario general del partido en ese momento era Pol Pot. El partido encabezó el depuesto gobierno de Kampuchea Democrática, nombre oficial de Camboya entre 1975 y 1979. Sus seguidores generalmente se llamaban Jemeres Rojos.
En el momento de la formación del PKD, el gobierno del Partido Revolucionario Popular de Kampuchea, actual Partido Popular de Camboya, respaldado por Vietnam había hecho retroceder a las fuerzas de los Jemeres Rojos a un área cercana a la frontera con Tailandia. El PKD comenzó a cooperar con otras facciones anti-vietnamitas y formó el Gobierno de Coalición de Kampuchea Democrática en 1982.
Aunque Pol Pot cedió el liderazgo del partido a Khieu Samphan en 1985, continuó ejerciendo una influencia considerable sobre el movimiento. Antes de las elecciones de 1993, el Partido de Unidad Nacional de Camboya (PUNC), declaró públicamente su deseo de participar en las elecciones, no se registró y prometió sabotear las elecciones. Posteriormente la Autoridad Provisional de las Naciones Unidas en Camboya decidió no realizar elecciones en las zonas bajo el control del PKD. En ese momento se estimó que aproximadamente el seis por ciento de la población de Camboya vivía en áreas bajo el control del PKD.
El PKD fue declarado ilegal en julio de 1994, después de lo cual sus actividades continuaron bajo el Partido de Unidad Nacional de Camboya y el autoproclamado Gobierno Provisional de Unión Nacional y Salvación Nacional de Camboya.